# Том и Джерри: История о Щелкунчике
«Том и Джерри: История о Щелкунчике» (англ. Tom and Jerry: A Nutcracker Tale) — полнометражный мультфильм студии «Warner Bros. Animation» о приключениях Тома и Джерри. Кроссовер на основе сказки Э. Т. А. Гофмана.
«История о Щелкунчике» был последним анимационным проектом, над которым работал Джозеф Барбера перед своей смертью 18 декабря 2006 года, и поэтому фильм посвящён его памяти.

## Сюжет
Мышонок Джерри мечтает выступить на сцене оперного театра. Неожиданно его мечта исполняется. Он оказывается в загадочном королевстве, где находит новых друзей. Во время танца с балериной из музыкальной шкатулки появляется кот Том со своими котами и похищает балерину. Лидер котов становится правителем королевства. Теперь мышонку Джерри предстоит со своими новыми друзьями освободить королевство. Узнав об этом, лидер котов поручает Тому помешать Джерри.

## Озвучивали
- Чантал Стрендт
- Йен Джеймс Корлетт
- Кетлин Барр
- Тара Стронг
- Гари Чок
- Тревор Девелл
- Ричард Ньюман
- Марк Оливер